# Nemobiopsis mimoides
Nemobiopsis mimoides är en insektsart som beskrevs av Bonfils 1981. Nemobiopsis mimoides ingår i släktet Nemobiopsis och familjen syrsor. Inga underarter finns listade i Catalogue of Life.